# Pseudotorymus militaris
Pseudotorymus militaris är en stekelart som först beskrevs av Karl Henrik Boheman 1834.  Pseudotorymus militaris ingår i släktet Pseudotorymus och familjen gallglanssteklar. Arten är reproducerande i Sverige. Inga underarter finns listade i Catalogue of Life.